# 墨氏胞齿鲨
墨氏胞齿鲨（学名：Physodon mulleri）为真鲨科胞齿鲨属的鱼类。分布于印度孟加拉湾、澳洲昆士兰海区以及南海等海域。该物种的模式产地在孟加拉。